# Ischnosiphon gracilis
Ischnosiphon gracilis, também conhecido como arumã, é uma espécie de planta do gênero Ischnosiphon e da família Marantaceae. 

## Taxonomia
A espécie foi descrita em 1862 por Friedrich August Körnicke. 
O seguinte sinônimo já foi catalogado:  
- Ischnosiphon bambusaceus  (Poepp. & Endl.) Körn.

## Forma de vida
É uma espécie terrícola, formadora de bambu e herbácea. 

## Descrição
I. gracilis pode ser confundido com as demais espécies escandentes do gênero. Apresenta nervuras terciárias não visíveis na face abaxial foliar (visíveis em Ischnosiphon killipii); bainha com textura lisa (áspera em Ischnosiphon surumuensis); caule também de textura lisa (rugoso em Ischnosiphon puberulus); sem lâmina onduladas entre as nervuras secundárias (presente em alguns I. puberulus e em Ischnosiphon longiflorus).
| Caule                           | Caule                 |
| ------------------------------- | --------------------- |
| crescimento                     | escandente            |
| ramificação                     | presente              |
| Folha                           |                       |
| forma                           | ovada/elíptica        |
| simetria                        | simétrica/assimétrica |
| Inflorescência                  |                       |
| número de bractéolas por címula | 2                     |
| Flor                            |                       |
| cor das pétala                  | amarela/branca/rosa   |
| cor do estaminódio externo      | roxo                  |

## Conservação
A espécie faz parte da Lista Vermelha das espécies ameaçadas do estado do Espírito Santo, no sudeste do Brasil. A lista foi publicada em 13 de junho de 2005 por intermédio do decreto estadual nº 1.499-R. 

## Distribuição
A espécie é encontrada nos estados brasileiros de Acre, Alagoas, Amazonas, Amapá, Bahia, Espírito Santo, Maranhão, Mato Grosso, Pará, Pernambuco, Rondônia, Roraima e Sergipe. 
A espécie é encontrada nos  domínios fitogeográficos de Floresta Amazônica, Cerrado e Mata Atlântica, em regiões com vegetação de Campinarana, mata ciliar, mata de igapó, floresta de terra firme, floresta de inundação, floresta estacional semidecidual e floresta ombrófila pluvial.